# Sociología aplicada
La sociología aplicada y práctica sociológica ha llegado a ser utilizada para referir a la intervención empleando el conocimiento sociológico en un escenario aplicado. Los sociólogos aplicados trabajan en una amplia variedad de escenarios incluyendo en las universidades, el gobierno y la medicina privada, utilizando métodos sociológicos para ayudar que comunidades resuelvan problemas cotidianos, como mejorar la colaboración ciudadana y la prevención del crimen, evaluar y mejorar las cortes de la droga, la evaluación de las necesidades de los barrios urbanos, el desarrollo de la capacidad de un sistema educativo o la promoción del desarrollo de la vivienda y recursos relacionados para poblaciones envejecidas.
La práctica sociológica es distinta de la sociología académica, en el último los sociólogos trabajan en un escenario académico como una universidad con una orientación hacia la enseñanza y la investigación pura. Aunque existen orígenes comunes, la práctica sociológica es totalmente distinta del trabajo social. Un número creciente de universidades intentan orientar planes de estudios hacia la sociología práctica en esta manera. Los cursos de sociología clínica dan a estudiantes las habilidades para poder trabajar efectivamente con los clientes, enseñan las habilidades básicas de asesoramiento sociológico, dan conocimiento que es útil para carreras como la ayuda de víctimas y la rehabilitación de drogas y enseñan a los estudiantes cómo integrar el conocimiento sociológico con otros campos que podrían estudiar, como la terapia del matrimonio y familiar, y el trabajo social clínico.